# Actieve immunisatie

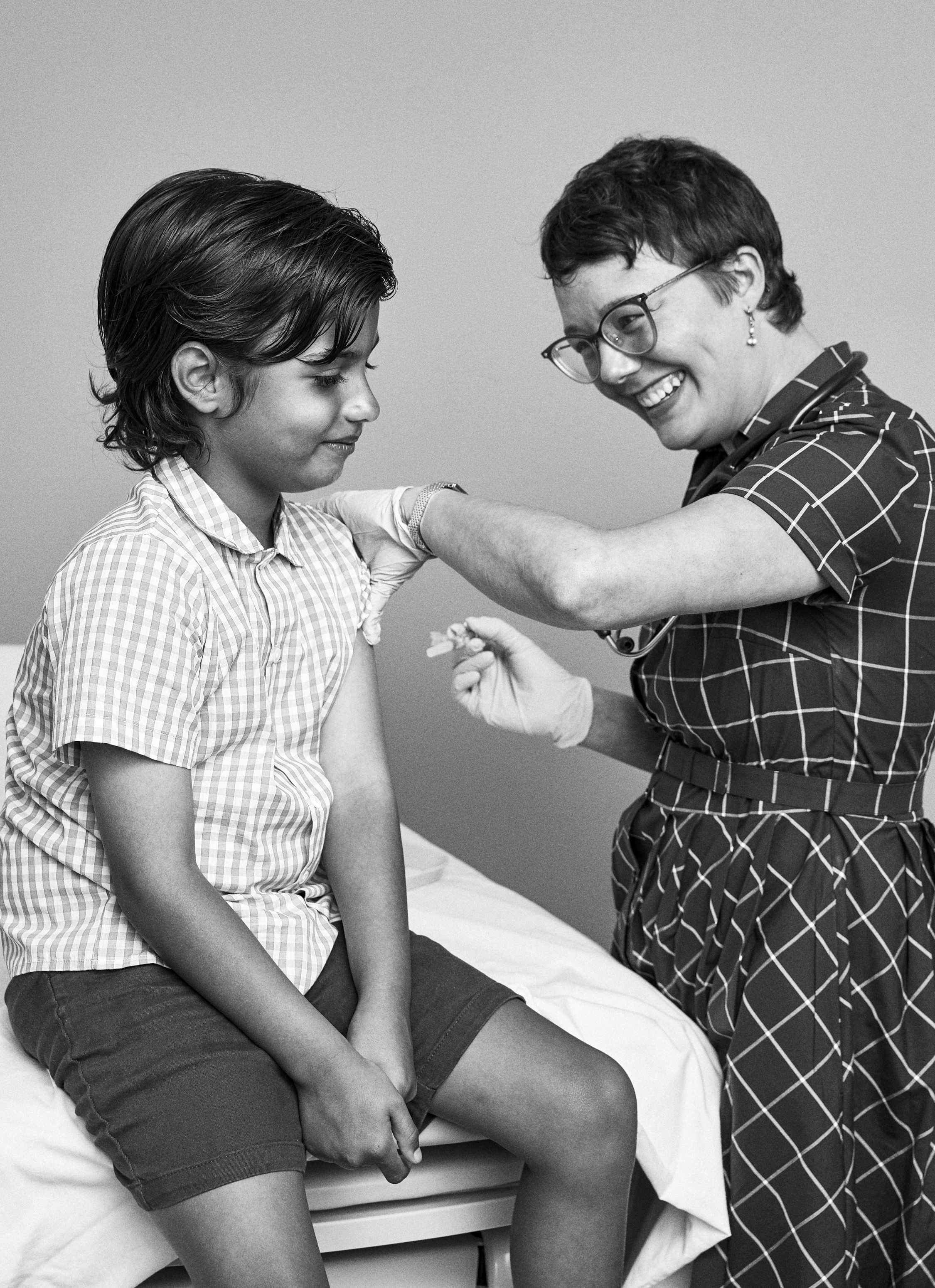
Vaccinatie is de belangrijkste vorm van kunstmatige actieve immunisatie

Actieve immunisatie is het opwekken van immuniteit na blootstelling aan een antigeen. Hierdoor ontwikkelt de patiënt een eigen immuunrespons (de productie van antilichamen) tegen de verwekker wat een langdurige, vaak permanente bescherming geeft. Een actief geïmmuniseerd individu is over het algemeen niet meer vatbaar voor de betreffende infectieziekte. 
Actieve immuniteit kan op natuurlijke wijze ontstaan, bijvoorbeeld bij het doormaken (en herstellen) van een infectie, of op kunstmatige wijze, namelijk bij toediening van een vaccin.

## Natuurlijke actieve immunisatie
Actieve immunisatie kan in de natuur voorkomen wanneer een micro-organisme of ander antigeen in een lichaam binnendringt dat niet eerder in contact is geweest met het micro-organisme en daar nog geen antilichamen tegen bezit ter bescherming. Het immuunsysteem zal uiteindelijk antilichamen produceren tegen het micro-organisme, maar dit is een traag proces. Bovendien kan het micro-organisme dodelijk zijn, zodat er onvoldoende tijd is voor het immuunsysteem om zich gereed te maken.

## Artificiële actieve immunisatie
Men spreekt van artificiële actieve immunisatie wanneer het micro-organisme in een persoon geïnjecteerd wordt voordat deze het micro-organisme op natuurlijkerwijs tegenkomt. Het micro-organisme wordt behandeld, zodat het de persoon niet kan infecteren. Afhankelijk van het type van de aandoening of ziekte, werkt deze techniek ook met dode micro-organismen, delen van micro-organismen, of behandelde toxines van het micro-organisme.
Wanneer deze techniek bij virussen wordt toegepast, spreekt van het toedienen van een verzwakt virus.
De meeste vaccinaties die toegediend worden in de kinderjaren zijn gebaseerd op artificiële actieve immunisatie.